# 1953년 뉴욕 영화 비평가 협회상
제19회 뉴욕 영화 비평가 협회상은 1953년 영화를 대상으로 하는 시상식이다.

## 수상 및 후보

### 작품상
- 지상에서 영원으로

### 감독상
- 지상에서 영원으로 - 프레드 진네만 수상

### 여우주연상
- 로마의 휴일 - 오드리 헵번 수상

### 남우주연상
- 지상에서 영원으로 - 버트 랭커스터 수상

### 외국영화상
- Justice est faite